# Unterseeboot 3 (1909)
Pour les autres navires du même nom, voir Unterseeboot 3.
Le sous-marin allemand Unterseeboot 3 (Seiner Majestät Unterseeboot 3 ou SM U-3), navire de tête de type U 3 a été construit par la Kaiserliche Werft de Dantzig, et lancé le 27 mars 1909 pour une mise en service le 29 mai 1909. Il a servi pendant la Première Guerre mondiale sous pavillon de la Kaiserliche Marine.

## Histoire
Lancé en 1909, il coule le 17 janvier 1911 dans le port de Kiel, probablement à cause d'un problème de ballast. Des plongeurs mettent des câbles pour que le sous-marin soit soulevé par une grue. La manœuvre réussit jusqu'à la hauteur du tube de lance-torpilles, presque tout l'équipage est évacué avant qu'il ne soit atteint par le gaz chloré qui fuit des accumulateurs. La tentative pour sauver les hommes dans le kiosque échoue jusqu'à l'arrivée du SMS Vulkan pour le soulever davantage. Trois marins sont morts dans cet accident.
Au début de la Première Guerre mondiale, le U-3 est envoyé pour quatre patrouilles en mer Baltique avec d'autres sous-marins allemands pour s'opposer à la marine russe. Cependant il s'avère inapte au combat. En août 1914, il devient un navire-école jusqu'à la fin de la guerre.
Le 1er décembre 1918, le bateau qui s'était rendu est remorqué à Preston pour être démoli lorsqu'il coula pendant son dernier voyage.

## Commandement
| 29 mai 1909 - 17 janvier 1911 | Kptlt. Ludwig Fischer                     |
| 7 avril - 7 juillet 1911      | Kptlt. Otto Weddigen                      |
| Août - 27 octobre 1914        | Kptlt. Max Valentiner                     |
| Octobre 1914 - mai 1915       | Kptlt. Robert Bräutigam                   |
| (inconnu)                     | Kptlt. Hans Kratzsch                      |
| Avril - août 1915             | Kptlt. Erich Sittenfeld                   |
| Mai 1915 - (inconnu)          | Kptlt. Ludwig Güntzel                     |
| Septembre 1915 - avril 1916   | Kptlt. Volhardt von Bothmer               |
| Février - mai 1916            | Oblt. z.S. Hellmuth von Ruckteschell (en) |
| Juin - août 1916              | Kptlt. Curt Willich                       |
| Octobre 1915 - mars 1917      | Kptlt. Karl Edeling                       |
| Septembre 1916 - avril 1917   | Kptlt. Friedrich Strackerjan              |
| Juillet 1917 - (inconnu)      | Kptlt. Bruno Krumhaar                     |
| (inconnu) - septembre 1917    | Kptlt. Woldemar Adam                      |
| Août - octobre 1917           | Kptlt. Clemens Wickel                     |
| Septembre - octobre 1917      | Kptlt. Gernot Goetting                    |
| Octobre 1917 - mars 1918      | Kptlt. Friedrich Ulrich                   |
| Février 1918 - (inconnu)      | Kptlt. Erich Metzenthin                   |
| Janvier - juillet 1918        | Kptlt. Hermann Metzger                    |
| Décembre 1917 - juillet 1918  | Kptlt. Max Bräutigam                      |
| Mars 1918 – Fin de la guerre  | (inconnu)                                 |

### Source
- (de) Cet article est partiellement ou en totalité issu de l’article de Wikipédia en allemand intitulé « SM U 3 » (voir la liste des auteurs).